# 9:30俱乐部
9:30俱乐部（原名夜总会9:30 ，也简称为9:30 ）是华盛顿特区的一家夜总会和音乐会场地。2018年，9:30俱乐部被滚石评为美国 10家最佳现场音乐表演场地之一，并在2019年被VenuesNow命名为“十年最佳现场”。  
该俱乐部最初位于该市西北区下城F街930号大西洋大厦的底层后室，于1980年5月31日开业， 最多容纳199人。   1996 年，俱乐部搬到了一个更宽敞的空间：它现在的位置在西北区V街815号，   ，位于U街的东端。
9:30俱乐部的名字来源于它原来的街道地址，这也是场地原来开放时间定为下午9:30的原因俱乐部早期当地电台的广告宣传口号是“9:30——一个地点和时间！”
俱乐部有一个独特的轮式舞台，安装在导轨上，可以根据需要来回移动。这样一来，这个地方就可以感觉像在演出中容纳下500人。  

## 9:30记录大厅

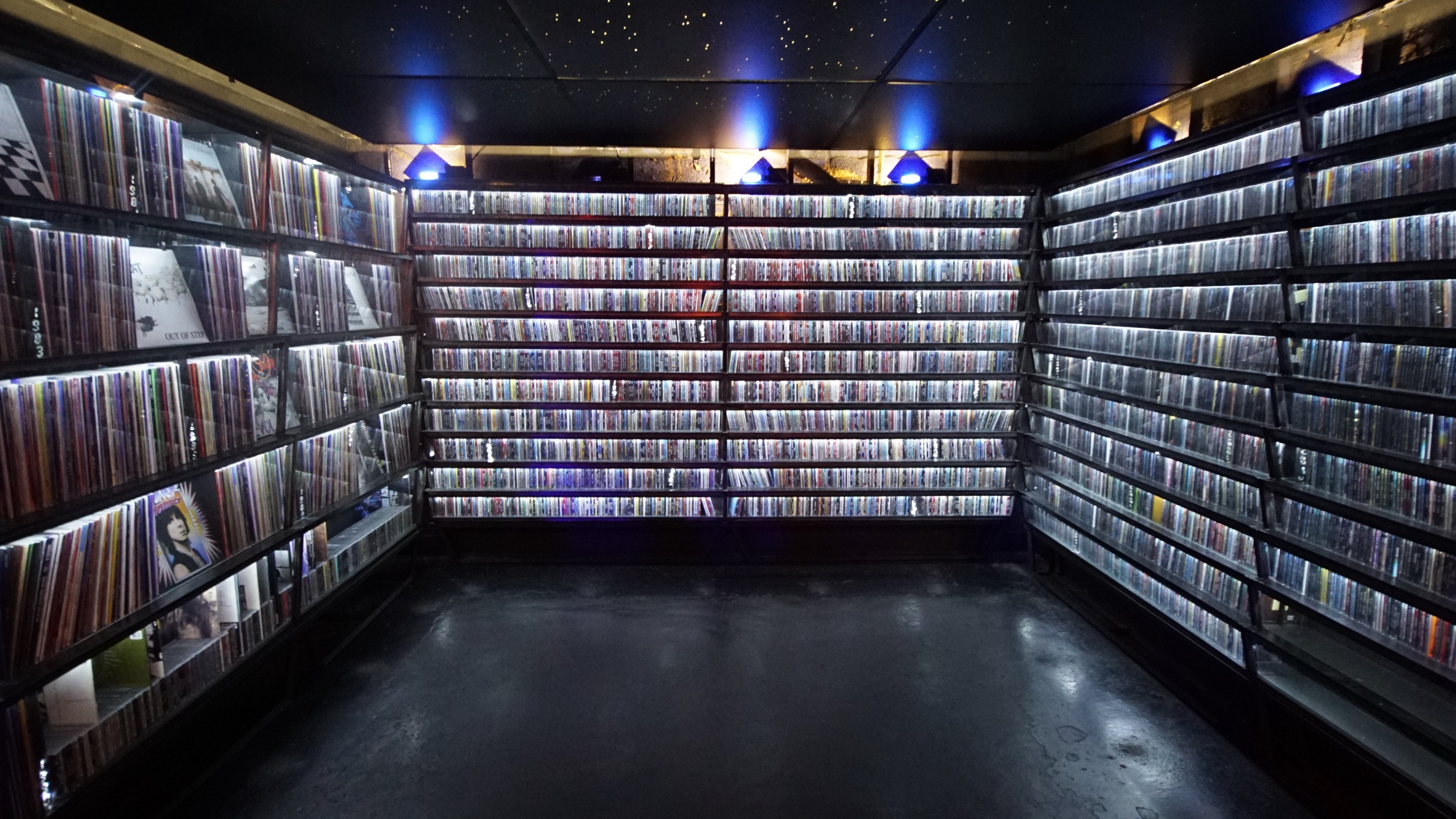
记录大厅

作为俱乐部历史的一座不断增长的纪念碑，记录大厅记录了自1980年成立以来在9:30俱乐部发生的每一次头条新闻。该系列以专辑形式编目，包括近8,000张黑胶唱片和 CD。 